# Muzeul Memorial „Nicolae Bălcescu” din Valea Bălcească
Muzeul Memorial „Nicolae Bălcescu” din Valea Bălcească este un ansamblu de monumente istorice aflat pe teritoriul satului Valea Bălcească, comuna Nicolae Bălcescu.

Ansamblul este format din următoarele monumente:
- Conacul Bălceștilor (cod LMI VL-II-m-A-09959.01)
- Parc (cod LMI VL-II-m-A-09959.02)
- Biserica de lemn „Adormirea Maicii Domnului” - Gâltofani (cod LMI VL-II-m-A-09959.03)